# Drumul european E583
E583 este un drum european de categoria B, cu câte o singură bandă pe sens plus acostament consolidat, care începe în România, traversează Republica Moldova și se termină în Ucraina.
E583 pornește din drumul european E85 din dreptul localității Săbăoani de lângă Roman și are traseul care coincide cu DN28 până la Iași; DN24 până la punctul vamal Sculeni, Iași; apoi pe teritoriul Republicii Moldova începe cu punctual vamal Sculeni, Ungheni urmând traseele drumurilor naționale: R16 până la Bălți; M5, trecând pe lângă Aeroportul Internațional Bălți până la Edineț; M8 pâna la Otaci (punctul vamal spre Moghilău); mai departe, pe teritoriul Ucrainei, E583 trece pe drumul regional R10 prin Vinița pâna la Jîtomîr, unde se unește cu drumul european E40.